# Mount Landolt
Mount Landolt ist ein 2280 m hoher Berg im westantarktischen Ellsworthland. Er ragt am Kopfende des Hudman-Gletschers in den Petvar Heights im südlichen Teil der Sentinel Range des Ellsworthgebirges auf.
Der United States Geological Survey kartierte ihn anhand eigener Vermessungen und mithilfe von Luftaufnahmen der United States Navy zwischen 1957 und 1959. Das Advisory Committee on Antarctic Names benannte ihn 1961 nach dem US-amerikanischen Astronomen Arlo Udell Landolt (* 1935), Polarlichtforscher auf der Südpolstation des Internationalen Geophysikalischen Jahres 1957.